# NGC 7624
NGC 7624 est une galaxie spirale située dans la constellation de Pégase. Sa vitesse par rapport au fond diffus cosmologique est de 3 927 ± 24 km/s, ce qui correspond à une distance de Hubble de 57,9 ± 4,1 Mpc (∼189 millions d'al). NGC 7624 a été découverte par l'astronome français Édouard Stephan en 1878.
La classe de luminosité de NGC 7624 est III-IV et elle présente une large raie HI. De plus, c'est une galaxie à sursaut de formation d'étoiles. NGC 7624 est une galaxie dont le noyau brille dans le domaine de l'ultraviolet. Elle figure dans le catalogue de Markarian sous la désignation MK 323.
À ce jour, 16 mesures non basées sur le décalage vers le rouge (redshift) donnent une distance de 53,950 ± 5,657 Mpc (∼176 millions d'al), ce qui est à l'intérieur des valeurs de la distance de Hubble. Notons cependant que c'est avec la valeur moyenne des mesures indépendantes, lorsqu'elles existent, que la base de données NASA/IPAC calcule le diamètre d'une galaxie et qu'en conséquence le diamètre de NGC 7624 pourrait être d'environ 26,8 kpc (∼87 400 al) si on utilisait la distance de Hubble pour le calculer.

## Supernova
Deux supernovas ont été découvertes dans NGC 7624 : SN 2010kc et SN 2008ea.

### SN 2010kc
Cette supernova a été découverte le 23 octobre 2007 dans le cadre du programme LOSS (Lick Observatory Supernova Search) de l'Observatoire de Lick. Cette supernova était de type Ia et sa magnitude au moment de sa découverte était de 17,1.

### SN 2008ea
Cette supernova a été découverte le 6 juillet 2008 par Mauro Biagetti and Giulia Iafrate, dans le cadre du programme LOSS (Lick Observatory Supernova Search) de l'Observatoire de Lick. Cette supernova était de type II et samagnitude au moment de sa découverte était de 17.